# Paracalynda
Paracalynda är ett släkte av insekter. Paracalynda ingår i familjen Diapheromeridae.
Kladogram enligt Catalogue of Life:
| Paracalynda | \| \| Paracalynda obtusecornuta \| \| \| \| \| \| Paracalynda picta \| \| \| \| |
|             | \| \| Paracalynda obtusecornuta \| \| \| \| \| \| Paracalynda picta \| \| \| \| |
|             | Paracalynda obtusecornuta                                                       |
|             |                                                                                 |
|             | Paracalynda picta                                                               |
|             |                                                                                 |